# Isaiah Jackson
Isaiah Ju'mar Jackson (Pontiac, Míchigan, 10 de enero de 2002) es un jugador de baloncesto estadounidense que pertenece a la plantilla de los Indiana Pacers de la NBA. Con 2,06 metros de estatura, juega en la posición de ala-pívot.

## Trayectoria deportiva

### Universidad
Jugó una temporada con los Kentucky de la Universidad de Kentucky, en la que promedió 8,4 puntos, 6,6 rebotes y 2,6 tapones por partido. El 1 de diciembre de 2020 logró 7 puntos, 12 rebotes y 8 tapones ante Kansas, siendo ésta la mejor marca de tapones conseguida por un jugador de Kentucky desde Willie Cauley-Stein en 2013. Fue incluido tanto en el mejor quinteto freshman como en el mejor quinteto defensivo de la Southeastern Conference, tras liderar la conferencia en tapones.
El 17 de marzo de 2021, Jackson se declaró elegible para el draft de la NBA, renunciando a su elegibilidad universitaria restante. Poco después contrataría un agente, lo que convertiría su decisión en irreversible.

#### Estadísticas
| Año     | Equipo   | PJ | PT | MPP  | %TC  | %3P  | %TL  | RPP | APP | ROB | TPP | PPP |
| ------- | -------- | -- | -- | ---- | ---- | ---- | ---- | --- | --- | --- | --- | --- |
| 2020–21 | Kentucky | 25 | 18 | 20.8 | .540 | .000 | .700 | 6.6 | .7  | .8  | 2.6 | 8.4 |

### Profesional
Fue elegido en la vigesimiosegunda posición del Draft de la NBA de 2021 por Los Angeles Lakers, pero fue posteriormente traspasado a los Indiana Pacers.
Durante su cuarta temporada en Indiana, en noviembre de 2024, sufre una lesión en el tendón de Aquiles que le haría perderse el resto de la 2024-25.
En julio de 2025 acuerda una extensión de contrato con los Pacers por tres años y $21 millones.

## Estadísticas de su carrera en la NBA

### Temporada regular
| Año     | Equipo  | PJ  | PT | MPP  | %TC  | %3P  | %TL  | RPP | APP | ROB | TPP | PPP |
| ------- | ------- | --- | -- | ---- | ---- | ---- | ---- | --- | --- | --- | --- | --- |
| 2021-22 | Indiana | 36  | 15 | 15.0 | .563 | .313 | .682 | 4.1 | .3  | .7  | 1.4 | 8.3 |
| 2022-23 | Indiana | 63  | 12 | 16.5 | .563 | .143 | .651 | 4.5 | .8  | .5  | 1.5 | 7.2 |
| 2023-24 | Indiana | 59  | 3  | 13.1 | .665 | .000 | .716 | 4.0 | .8  | .6  | 1.0 | 6.5 |
| 2024-25 | Indiana | 5   | 1  | 16.8 | .609 | —    | .500 | 5.0 | 1.0 | .6  | 1.6 | 7.0 |
| Total   | Total   | 164 | 31 | 14.9 | .595 | .206 | .671 | 4.3 | .7  | .6  | 1.3 | 7.1 |

### Playoffs
| Año   | Equipo  | PJ | PT | MPP  | %TC  | %3P | %TL  | RPP | APP | ROB | TPP | PPP |
| ----- | ------- | -- | -- | ---- | ---- | --- | ---- | --- | --- | --- | --- | --- |
| 2024  | Indiana | 15 | 0  | 10.2 | .535 | —   | .611 | 3.2 | .5  | .2  | .9  | 3.8 |
| Total | Total   | 15 | 0  | 10.2 | .535 | —   | .611 | 3.2 | .5  | .2  | .9  | 3.8 |